# سامتسخه-ساتاباجو
سامتسخه-ساتاباجو أو أتابكية سامتسخه (بالجورجية: სამცხე-საათაბაგო)، وتسمى أيضًا إمارة سامتسخه (სამცხის სამთავრო)، كانت إمارة إقطاعية جورجية في زيمو كارتلي، حكمها أتابك (معلم) لجورجيا لما يقرب من ثلاثة قرون ونصف، بين 1268 و1625. تتألف أراضيها من منطقة سامتسخه–جافاخيتي الحالية ومنطقة تاو-كلارجيتي التاريخية.